# Олів'є Зігелар
Олів'є Зігелар (нід. Olivier Siegelaar, нар. 24 жовтня 1986, Гарлем, Нідерланди) — нідерландський веслувальник, бронзовий призер Олімпійських ігор 2016 року.

## Виступи на Олімпіадах
| Олімпіада           | Дисципліна | Місце |
| ------------------- | ---------- | ----- |
| Пекін 2008          | вісімки    | 4     |
| Лондон 2012         | вісімки    | 5     |
| Ріо-де-Жанейро 2016 | вісімки    | 3     |

## Зовнішні посилання
- Олів'є Зігелар — олімпійська статистика на сайті Sports-Reference.com (англ.) (архівна версія)